# Косби (Мисури)
Косби (енгл. Cosby) град је у америчкој савезној држави Мисури.

## Демографија
По попису из 2010. године број становника је 124, што је 19 (-13,3%) становника мање него 2000. године.
| Група             | 2000.       | 2010.       |
| Белци             | 139 (97,2%) | 123 (99,2%) |
| Афроамериканци    | 0 (0,0%)    | 0 (0,0%)    |
| Азијати           | 0 (0,0%)    | 0 (0,0%)    |
| Хиспаноамериканци | 3 (2,1%)    | 1 (0,8%)    |
| Укупно            | 143         | 124         |